# Negai Goto Hitotsu Dake
Negai Goto Hitotsu Dake (願い事ひとつだけ Only one wish) là đĩa đơn thứ ba của Komatsu Miho 
bán hơn 290,000 bản. Bài hát được sử dụng trong anime Thám tử lừng danh Conan như bài hát kết thúc thứ 5.